# 프린스 오브 스트라이드
프린스 오브 스트라이드(プリンス・オブ・ストライド, PRINCE OF STRIDE)는 일본의 미디어 믹스 작품이다. 개명은 「프리스트(プリスト)」, 「POS」.